# Portsmouth
Pour les articles homonymes, voir Portsmouth (homonymie).
Portsmouth (ˈpɔːtsməθ) est une ville portuaire de la côte sud de l'Angleterre. Elle appartient au comté cérémoniel de Hampshire, mais forme une autorité unitaire. Surnommée « Pompey », Portsmouth est un important port militaire de la Royal Navy. Située sur l'île de Portsea, c'est la seule ville-île du Royaume-Uni. La ville compte une population de 205 400 habitants et est la deuxième ville du Hampshire, après Southampton.
L'histoire de la ville remonte à l'époque romaine. Important port naval depuis des siècles, Portsmouth possède le plus ancien quai sec du monde. Soumis à de nombreuses attaques durant son histoire, le port fut ainsi la première ligne de défense de l'Angleterre face aux forces françaises lors de la bataille du Solent en 1545. Des forts spéciaux ont été construits en 1859 en prévision d'une autre invasion en provenance de l'Europe continentale. Au XIXe siècle, Portsmouth était la ville la plus fortifiée et était considérée comme la plus grande base navale au monde durant la Pax Britannica. Au cours de la Seconde Guerre mondiale, les bombardements intensifs du Troisième Reich font de nombreux dégâts et causent la mort de 930 personnes, mais la ville a quand même pu être un point d'embarquement essentiel pour le débarquement de Normandie. En 1982, une grande partie de la force d'intervention participant à la guerre des Malouines prit son départ de Portsmouth. En 1997, le dernier yacht royal, le Britannia, quitta la ville pour superviser le transfert de Hong Kong à la Chine, ce qui fut pour l'opinion publique la fin symbolique de l'Empire britannique.
La HMNB Portsmouth est considérée comme l'une des trois plus importantes bases militaires de la Royal Navy (avec la HMNB Clyde et la HMNB Devonport) et abrite les deux tiers de la flotte de surface du Royaume-Uni. La ville abrite des navires célèbres, dont la Mary Rose, le navire phare d'Horatio Nelson, le HMS Victory, et le HMS Warrior. Le Portsmouth International Port est quant à lui un port commercial et de croisière, le deuxième plus fréquenté du Royaume-Uni (après celui de Douvres), avec trois millions de passagers par an. L'aéroport Portsmouth Airport a fermé en 1973 mais la ville n'est située qu'à 30 km de celui de Southampton. Située à 110 km de Londres, la cité est reliée par chemin de fer à la gare de Londres-Waterloo.
La ville a un riche passé industriel puisque la première ligne de production de masse au monde y a été mise en place. Par ailleurs, Portsmouth figure parmi les quelques villes britanniques à posséder deux cathédrales : la cathédrale anglicane Saint-Thomas et la cathédrale catholique romaine Saint-Jean-l'Évangéliste. Le front de mer et le port de Portsmouth sont dominés par la Spinnaker Tower, l'une des plus hautes structures du Royaume-Uni. L'université de Portsmouth accueille 23 000 étudiants et est classée parmi les meilleures universités modernes au monde.

## Histoire
La région est peuplée bien avant l'époque romaine. Plus tard, des groupes de peuplement émaneront de Portchester, base romaine et un port d'ancrage de la Classis Britannica.
Portsmouth aurait été fondée vers 1180, après la conquête normande de l'Angleterre, par un riche marchand normand, nommé Jean de Gisors. Mais cela reste une supposition car la plupart des registres de la ville ont été détruits au cours des raids français du XIVe siècle. Les premières références détaillées au sujet de Portsmouth se trouvent dans les Southwick Cartularies qui signalent, entre autres, que Jean de Gisors a acheté le manoir de Buckland à la famille de Port entre 1164 et 1177, et fait une donation au prieuré de Southwick entre 1180 et 1186. Toutefois, il existe des notes sur « Portesmūtha » (mouth of the Portus harbour, c'est-à-dire la « bouche du port de Portus ») dès la fin du IXe siècle. L'entrée 501 de la Chronique anglo-saxonne affirme que « Portesmūthaða » a été fondée par un guerrier saxon appelée Port, bien que les historiens n'acceptent généralement pas l'origine de ce nom. Le combat qui est également cité dans la Chronique existe cependant bien, il s'agit de la bataille de Llongborth. Le Domesday Book fait mention de Portsmouth ainsi que des villages proches. À cette époque, la région de Portsmouth devait avoir une population ne dépassant pas deux ou trois cents habitants.

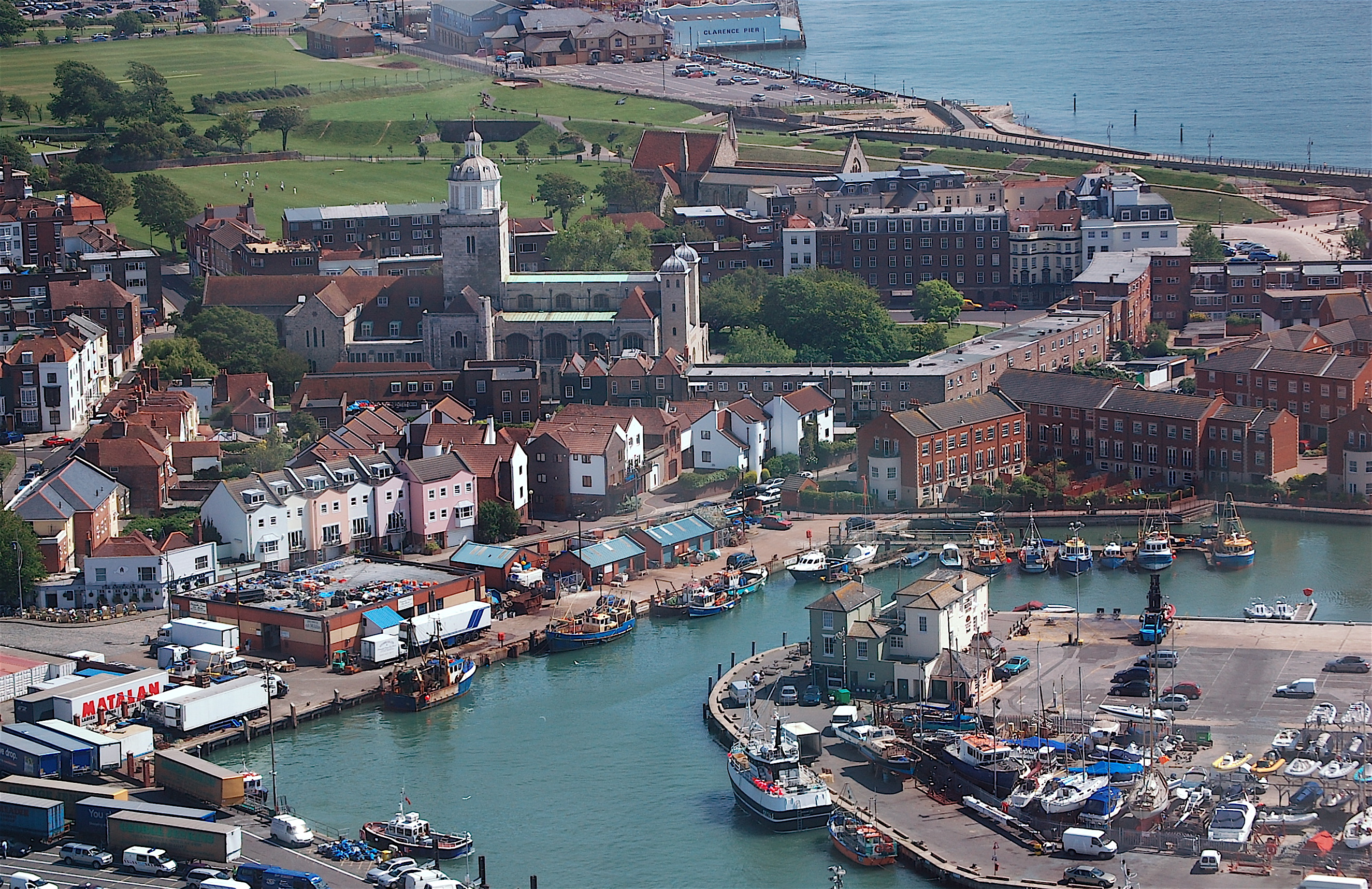
Vieux Portsmouth.

En 1194, le roi Richard Cœur de Lion revient de captivité et entreprend de reprendre la ville à Jean de Gisors. Le 2 mai 1194, le roi donne à Portsmouth sa première charte royale autorisant le village à organiser un marché sans taxe d'une journée par an, un marché hebdomadaire, la création d'un tribunal pour les délits mineurs et une exemption d'une taxe nationale.
En 1200, Jean d'Angleterre réaffirme les droits et privilèges accordés par son frère. Le désir du nouveau roi d'envahir la Normandie aboutit à la désignation de Portsmouth comme base navale permanente, et peu après, la construction de quais et d'un hôpital commence.
Au cours du XIIIe siècle, Portsmouth est fréquemment utilisé par les rois Henri III et Édouard Ier comme base pour des attaques contre la France. À la fois base navale militaire et commerciale, la ville profite de son port pour améliorer son statut de centre de commerce entre l'Angleterre et l'étranger.
Le 24 mars 1336, dans le cadre de la guerre de Cent Ans, sous le commandement de Hugues Quiéret, des galées normandes débarquent dans le port de Portsmouth. La ville est pillée et incendiée, à part l'église et l'hôpital. Édouard III exempte alors la ville d'impôts nationaux comme aide à la reconstruction. C'est de la rade de Portsmouth, le 5 juillet 1346, qu'Édouard III entreprend la traversée de la Manche pour la Hougue , point de départ de sa grande chevauchée sur le sol français. Des vents contraires, après les Needles, contraignit la flotte à regagner le petit port de Yarmouth dans l'île de Wight située en face de Portsmouth. Le vrai départ s'effectua le mardi 11 juillet.
Afin d'empêcher que Portsmouth soit une menace, les Français mettent de nouveau la ville à sac en 1369, 1377 et 1380. Henri V commence alors à construire des fortifications permanentes : en 1417 commence l'édification des Tours Rondes, d'abord en bois, puis en pierre, en 1494 celle de la Square Tower au bout de Hight Street, et en juin 1495 la construction de la première cale sèche de la région. En 1522 le port est fermé par une chaîne et deux fortins sont construits à Lumpsfort et Eastney en 1538, en même temps que le château de Southsea.
En 1558, puis en 1563 et 1625, la ville est frappée par la peste noire. La première vague touchant près de la moitié des habitants.
En 1545, le port fut la première ligne de défense de l'Angleterre face aux forces françaises lors de la bataille du Solent. En 1561 la reine Élisabeth visite la ville et lance un grand programme de fortifications, payées par la première loterie nationale (State Lottery).
En 1628, George Villiers, le 1er duc de Buckingham, est assassiné dans un pub de la ville par John Felton.
Pendant la première révolution anglaise, Portsmouth devient une base importante pour la Marine parlementaire. Le père de la Royal Navy Robert Blake utilise aussi la ville comme base principale, tant pendant les guerres anglo-néerlandaises que les guerres anglo-espagnoles. La Royal Naval Academy, l'école des cadets et des officiers, a son siège à Portsmouth de 1729 à 1872, date de son transfert à Greenwich.
Le 13 mai 1787, onze navires partent de Portsmouth pour établir la première colonie européenne en Australie, initiant également le début du transport de prisonniers sur cette île. Ils sont aujourd'hui connus comme la First Fleet.
Portsmouth a aussi une longue histoire de soutien logistique de la Royal Navy, ce qui le rend important dans le développement de la révolution Industrielle. Marc Isambart Brunel, le père du célèbre ingénieur Isambard Kingdom Brunel, établit en 1802 la première chaîne de production au monde pour produire en masse des poulies pour le gréement des navires militaires. À son apogée, l'arsenal a été le plus grand site industriel du monde. La base navale sera plus tard nommée HMNB Portsmouth.

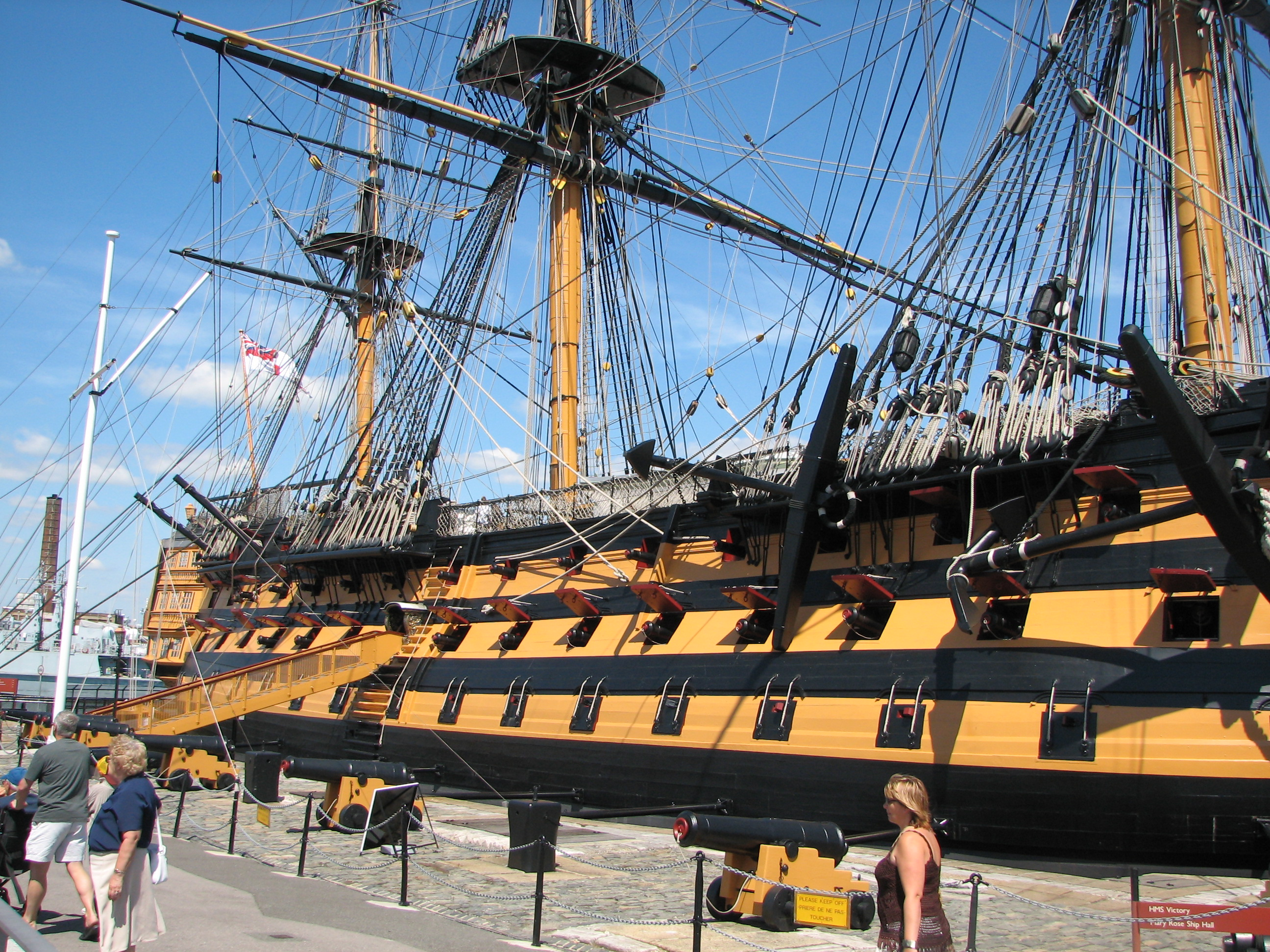
Le, navire amiral de Horatio Nelson, est exposé dans le port.

La flotte de la bataille de Trafalgar commandée par l'amiral Horatio Nelson part de Portsmouth en 1805. La présence de la Royal Navy à Portsmouth a conduit à la ville à devenir la plus riche d'Europe[réf. nécessaire], avec un réseau de forts encerclant la ville. En 1808, le West Africa Squadron, qui a pour tâche d'arrêter le commerce triangulaire, a Portsmouth comme port d'attache. Le 21 décembre 1872, l'expédition du Challenger, expédition scientifique majeure, est lancée depuis la ville. En 1904, c'est l'expédition Terra Nova de Robert Falcon Scott qui quitte le port pour l'Antarctique.
En 1916, pendant la Première Guerre mondiale, la ville a connu ses premiers bombardements aériens depuis un dirigeable.
En 1926, Portsmouth s'est vu accorder le statut de « cité ».
La ville est bombardée intensivement pendant la Seconde Guerre mondiale, à partir du 11 juillet 1940. Alors que la majeure partie de la ville a été reconstruite, des bombes non explosées sont encore retrouvées occasionnellement. Southsea, les plages de la ville, et le port ont été les points d'embarquement pour le débarquement en Normandie le 6 juin 1944. Southwick House, juste au nord de Portsmouth, a été choisie comme siège pour le commandant suprême des forces alliées, le général américain Dwight Eisenhower, au cours du débarquement. Après les bombardements intensifs de la Seconde Guerre mondiale, la ville fut reconstruite et s'étendit bientôt à l'ensemble de l'île de Portsea et à l'intérieur des terres, entre Portchester et Farlington.
Après la guerre, les reconstructions ont été caractérisées dans tout le pays par une architecture utilitaire et brutaliste, dont le Tricorn Centre de Portsmouth est l'un des exemples les plus célèbres. Plus récemment, une nouvelle vague de reconstruction a vu la démolition de ce bâtiment symbole avec le renouvellement des zones industrielles et la construction de la Spinnaker Tower.

## Étymologie
Selon la légende, le nom Portsmouth viendrait de « the mouth of Port » (la bouche du Port).

## Géographie

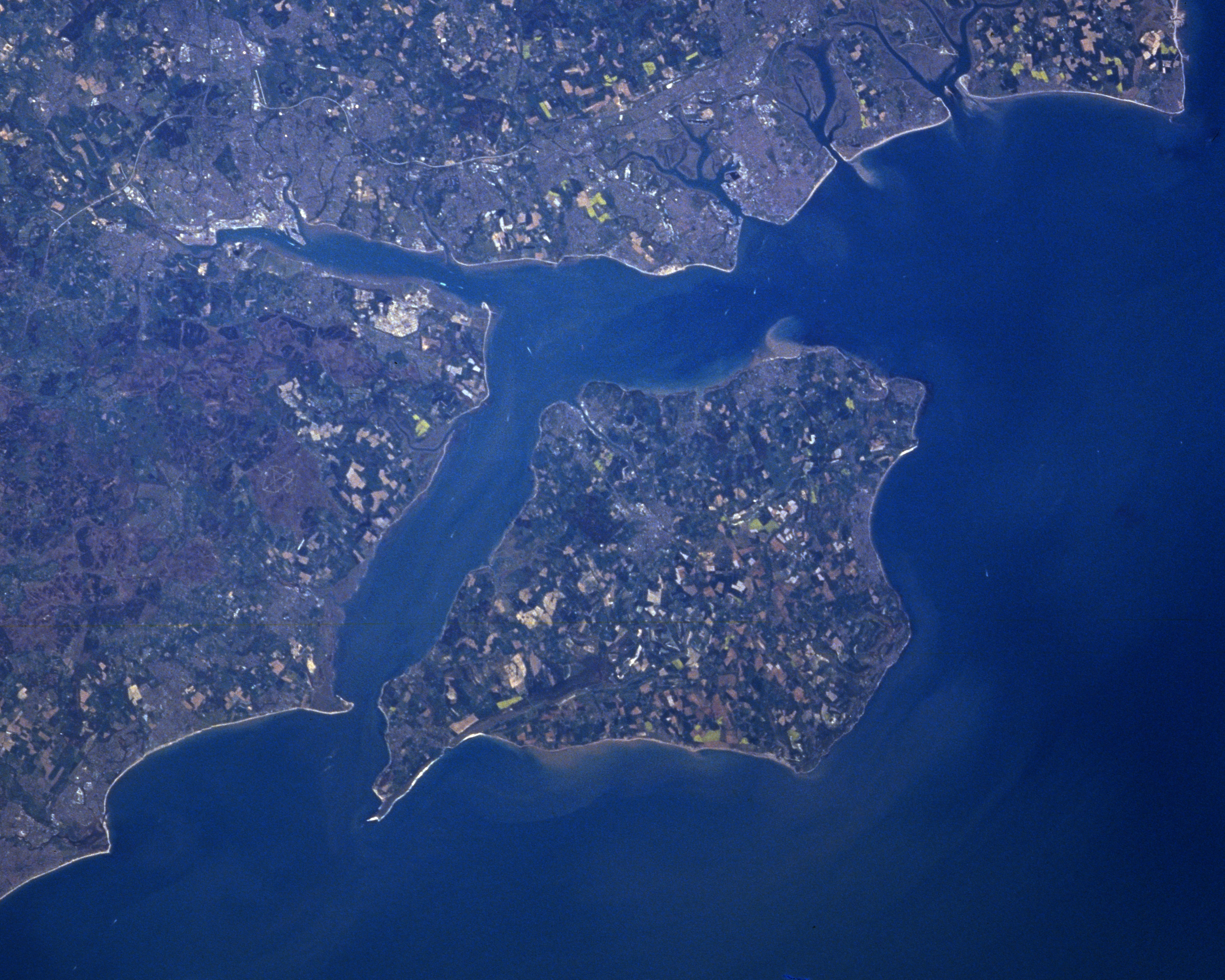
Image satellite du Solent et de l'île de Wight.

La ville de Portsmouth est située sur la côte nord-est du Solent, sur l'île de Portsea (séparée du reste de l'Angleterre par le Portsbridge Creek), entre Portsmouth Harbour à l'ouest et Langstone Harbour à l'est, et face à l'île de Wight.
 Southampton, au nord-ouest, est la grande ville la plus proche de Portsmouth.
Étant fondée sur une île, Portsmouth offre un port naturel qui a fait son principal intérêt historique. L'île ne fut pratiquement pas habitée avant le XIIe siècle. Cependant, le début du XVe siècle vit le développement d'une base navale. À l'ouest de ce port se trouve Gosport.
Portsmouth est une des seules ville-îles du Royaume-Uni et l'espace limité pour un nombre d'habitants important en fait le deuxième endroit le plus densément peuplé de tout le Royaume-Uni après le centre de Londres.
Le nord de l'île est séparée des terres anglaises par un étroit cours d'eau qui donne à l'île l'apparence d'une péninsule et l'horizon, côté nord toujours, est marqué par la colline de Portsdown.

## Climat
Portsmouth a un climat tempéré, d'influence océanique, semblable à celui du Sud de la Grande-Bretagne. Au cours de l'hiver, les gelées sont légères et de courtes durées. La neige est assez rare, car la ville est entourée d'eau et densément peuplée. La colline de Portsdown Hill protège la ville des vents froids du nord. La moyenne de température maximale en janvier est de 10 °C avec la moyenne minimum de 5 °C. La température la plus basse enregistrée est -8 °C. En été, la température maximale en juillet est de 22 °C, avec une moyenne minimum de 15 °C. La température la plus élevée enregistrée est de 35 °C. Portsmouth étant située sur la côte sud, la ville reçoit plus de soleil par an que la plupart des Britanniques. La ville obtient environ 645 millimètres de pluie par an, avec un minimum de 1 mm de pluie signalés sur 103 jours par an.

## Démographie

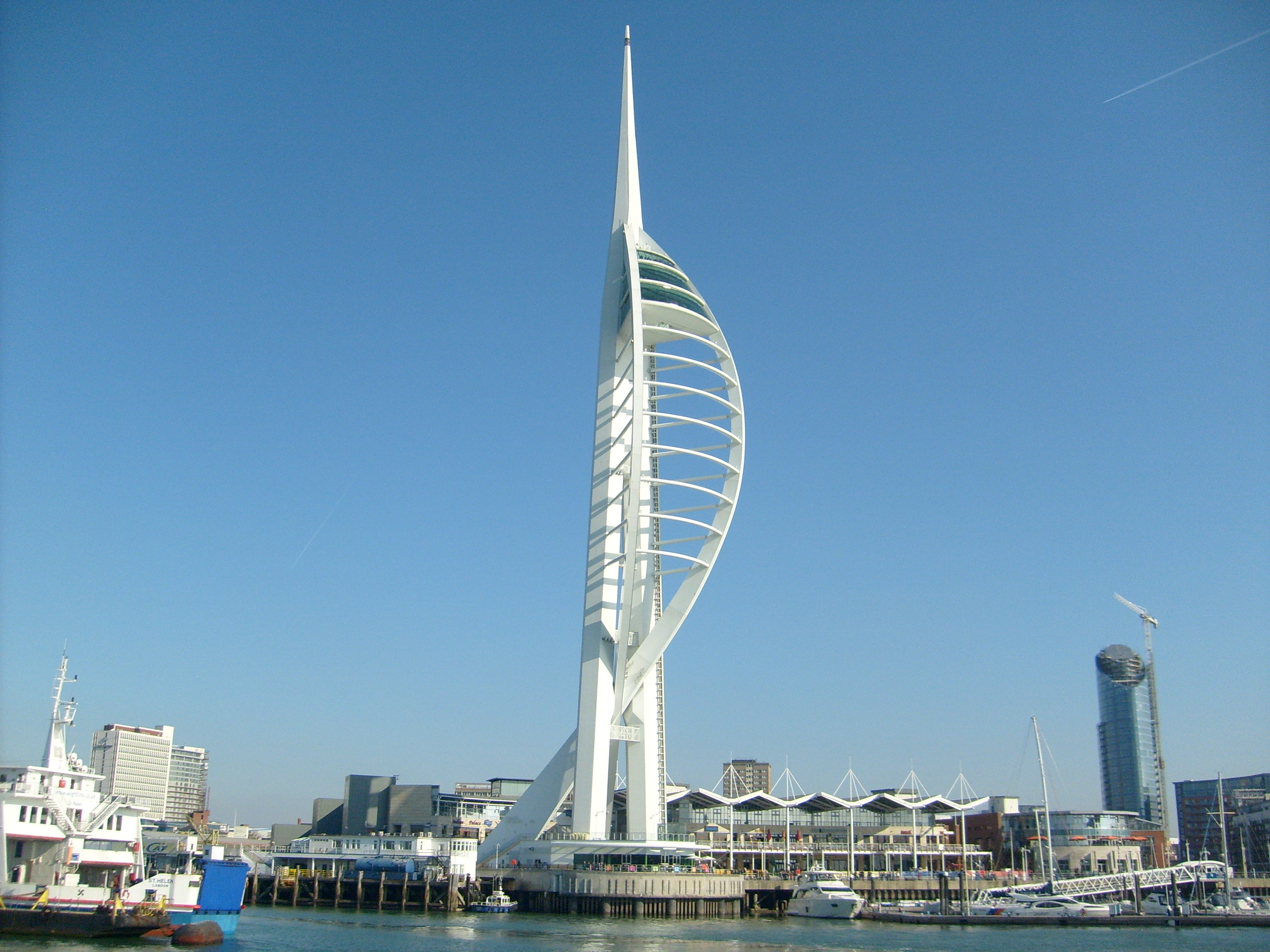
La Spinnaker Tower

Portsmouth est une ville majoritairement blanche. Sa longue association avec la Royal Navy en a fait une ville très diversifiée en termes de personnes originaires des îles Britanniques, avec de nombreux marins, en particulier, les Écossais, Nord-irlandais, et Anglais du Nord-Est de l'Angleterre.
La ville compte environ 205 400 habitants d'après le recensement de 2011. Elle possède le statut de cité depuis 1926.

## Économie
Un dixième de la population active de la ville travaille dans le port de Portsmouth, qui est directement lié à la plus grande industrie de la ville, celle de la défense, avec des sites majeurs de BAE Systems et VT Group situés dans la ville. Le port traite également un important flux de passagers et de fret, et une petite flotte de pêche est basée dans la ville.
Le tourisme est un secteur en croissance.
La ville accueille également le siège européen d'IBM, et le siège pour le Royaume-Uni de Zurich Financial Services.
Un important centre commercial se trouve à Gunwharf Quays.

## Administration

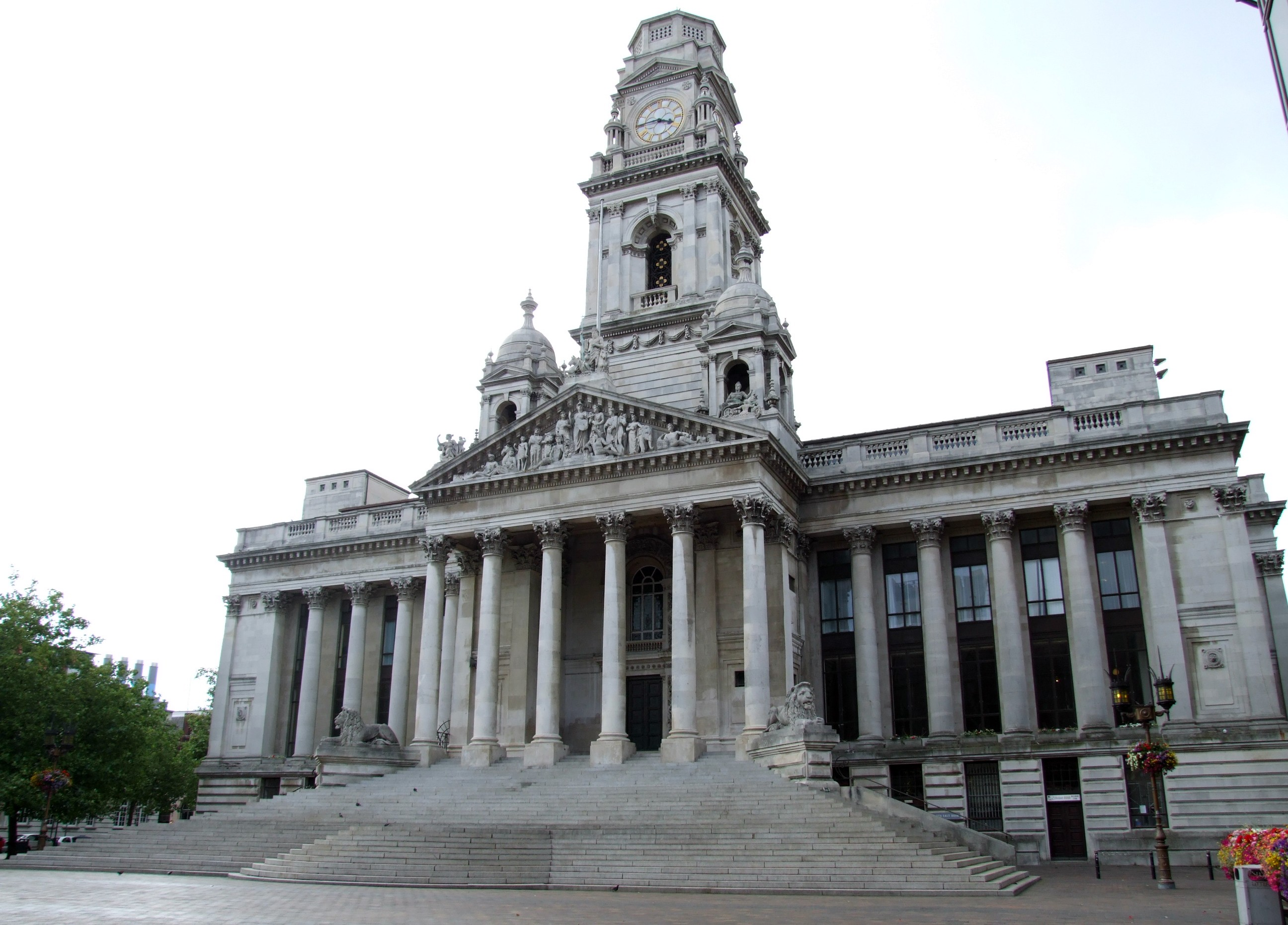
Portsmouth Guildhall

La ville est administrée par le Portsmouth City Council (en), qui est actuellement une autorité unitaire. Portsmouth a obtenu sa première charte royale en 1194. En 1904, les limites ont été étendues pour finalement y inclure l'ensemble de l'île de Portsea.
La ville est divisée en deux circonscriptions parlementaires Portsmouth South et Portsmouth North, représentées à la Chambre des communes par, respectivement, le démocrate libéral Mike Hancock, et la député travailliste, Sarah McCarthy-Fry.
Le Portsmouth City Council est composé de 42 conseillers. Les démocrates libéraux ont la majorité absolue au conseil municipal, avec 23 démocrates libéraux, 17 conservateurs et 2 travaillistes. Le Conseil est actuellement dirigé par les démocrates libéraux.

## Blason
Le blason de la ville, un croissant et une étoile, est probablement inspiré de celui de Richard Ier d'Angleterre et de William de Longchamps.

## Éducation
L'éducation dans la ville est principalement marquée par l'Université de Portsmouth, une université post-1992 précédemment connue sous le nom Portsmouth Polytechnic. Celle-ci a des réussites notables en mathématiques et en biologie.

## Musées
- Musée de la Marine (Royal Naval Museum). Il se trouve au cœur du port de guerre historique et retrace toute l'histoire de la Royal Navy.
- Musée d'art de la ville (City Museum and Art Gallery).
- Musée du débarquement (D-Day Museum).
- Musée des fusiliers marins (Royal Marines Museum).

## Personnes liées à la ville
À Portsmouth sont nés :
- Isambard Kingdom Brunel (1806-1859), ingénieur
- Charles Dickens (1812-1870), écrivain
- Walter Besant (1836-1901), écrivain
- James Callaghan (1912-2005), homme politique
- Mary Barnes (1923-2001), peintre et écrivaine
- Peter Sellers (1925-1980), acteur
- John Madden (1949-), réalisateur
- Marilyn Cole (1949-), Playmate de l'Année 1973
- Ray Shulman (1949-2023), musicien britannique.
- Roger Hodgson (1950-), musicien
- Roger Black (1966-), athlète, champion du monde et d'Europe du 400 m.
- Murray Gold (1969-), compositeur
- Samantha Davies (1974-), navigatrice
- LaTasha Colander (1976-), championne olympique du relais 4 x 400 m en 2000.
- Jodie Brett (1996-), footballeuse
- Mason Mount (1999-), footballeur

À Portsmouth ont vécu :
- Arthur Conan Doyle (1859-1930), écrivain
- Rudyard Kipling (1865-1936), écrivain
- Joe Jackson (1954-), musicien
- Roland Orzabal (1961-), musicien
- Graham Hurley (1946-)- écrivain britannique

+
- Helen Eugenia Hagan (1891-1964), pianiste, professeure de musique et compositrice américaine d'origine africaine.[pourquoi ?]

## Culture et patrimoine

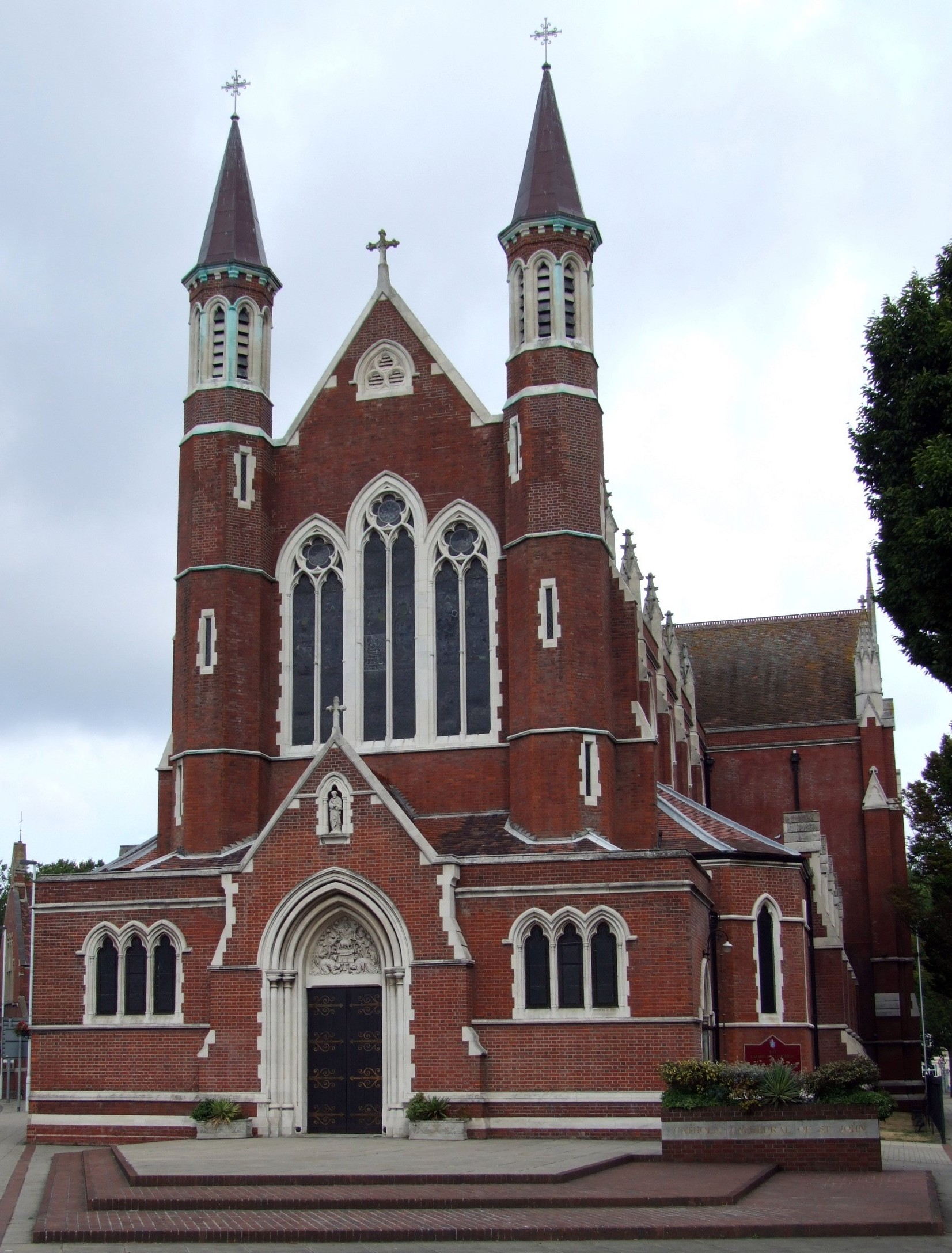
La Cathédrale Saint-Jean-l'Évangéliste de Portsmouth

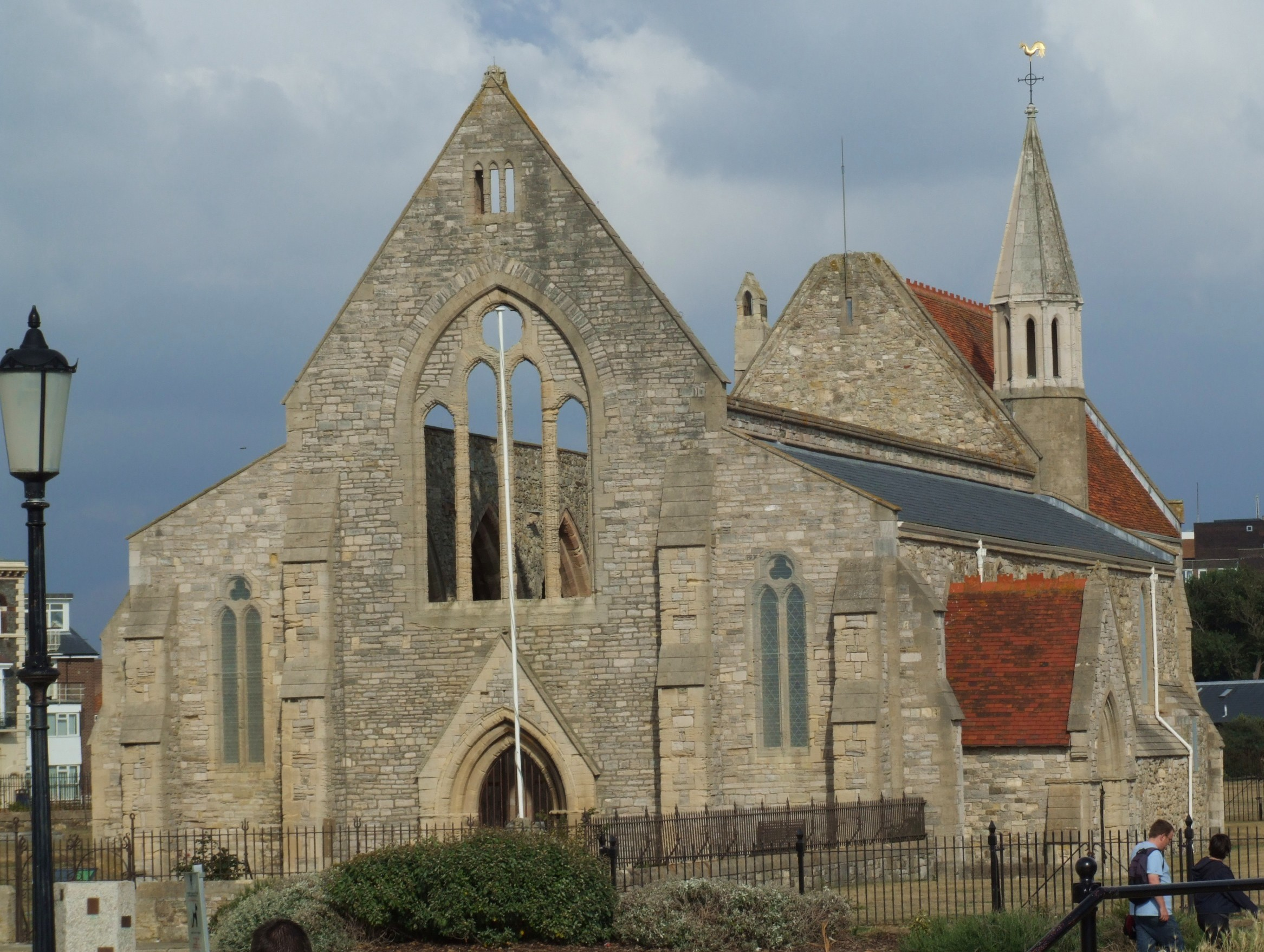
La Royal Garrison Church

La ville de Portsmouth est essentiellement renommée pour son héritage naval et son port. Des navires de guerre de diverses époques comme le HMS Victory ou le HMS Warrior sont visibles à quai à proximité du Royal Naval Museum.
Parmi les bâtiments, les fortifications de la vieille ville, la Round Tower ou le Southsea Castle donnent un aperçu historique tandis que les réaménagements récents, comme la Spinnaker Tower, donnent une vision moderne de celle-ci.
Portsmouth compte deux cathédrales, la cathédrale anglicane de Saint Thomas et la cathédrale catholique de Saint Jean. La Royal Garrison Chapel (l'église de la garnison), en partie détruite par les bombardements de la Seconde Guerre mondiale, contient la tombe de Sir Charles James Napier.
Près du centre-ville se trouve le parc Victoria, premier parc public à être ouvert à Portsmouth, en 1878.

## Sport
Côté sportif, la ville est notamment connue pour être le foyer de l'équipe professionnelle de football Portsmouth Football Club qui joue en troisième division du Championnat d'Angleterre de football. L'équipe joue ses matchs à domicile au Fratton Park. Son palmarès est essentiellement marqué par deux titres de Football League et deux Coupe d'Angleterre de football.

## Jumelages

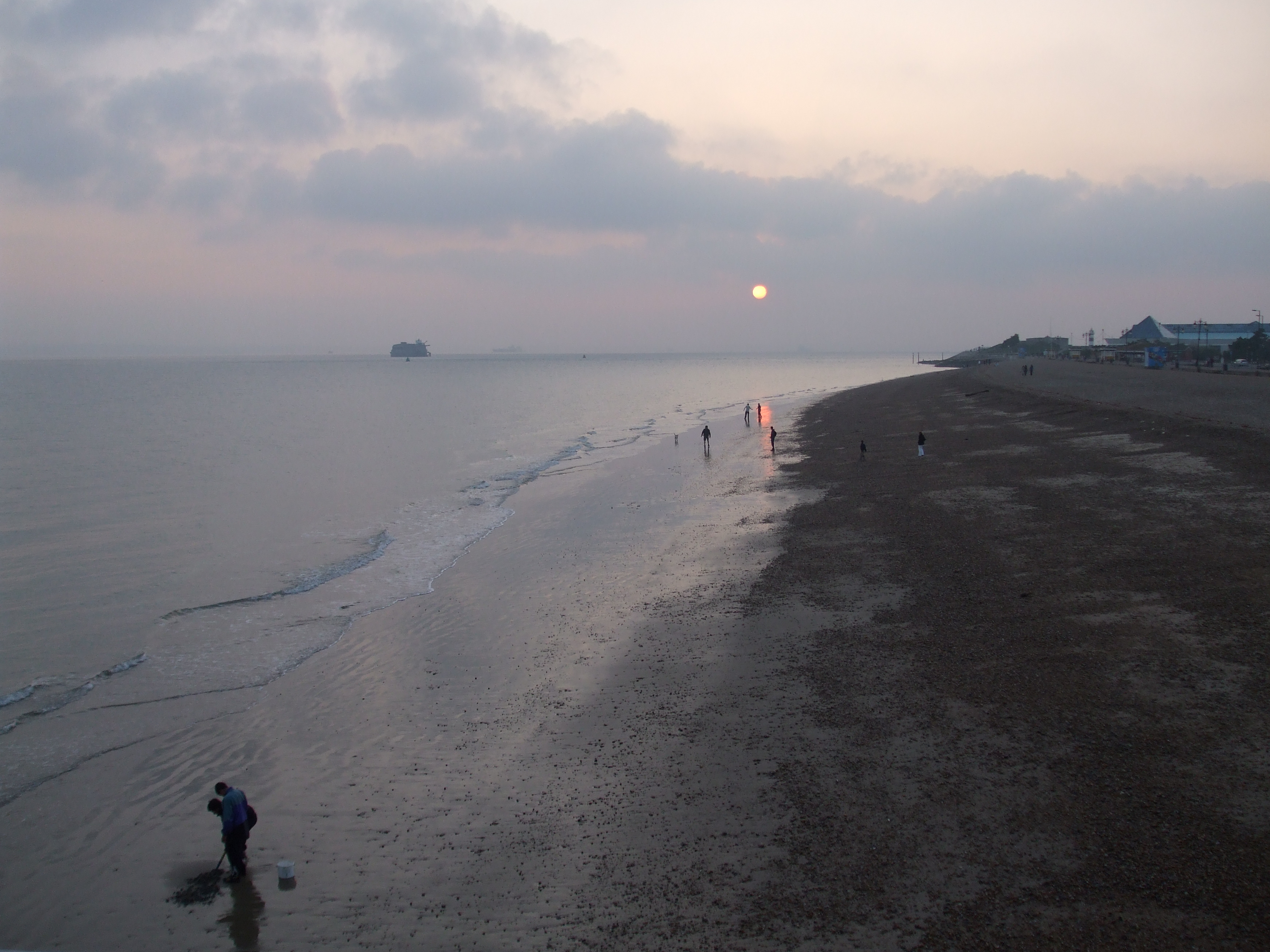
Plage de Southsea

Jumelages
- Duisbourg (Allemagne) depuis 1950[18]
- Caen (France)

Villes d'adoption
- Portsmouth, Virginie (États-Unis)
- Maizuru (Japon)
- Sydney (Australie)
- Mascate (Oman)
- Haïfa (Israël) depuis 1962

Liens d'amitié
- Lakewood (États-Unis)
- Portsmouth, New Hampshire (États-Unis)
- Bannière de Jalaid (Chine)